# Diano Arentino
Diano Arentino (im Ligurischen: Arentìn) ist eine norditalienische Gemeinde mit 693 Einwohnern (Stand: 31. Dezember 2023) in der Region Ligurien, politisch gehört sie zur Provinz Imperia.

## Geographie
Diano Arentino liegt im oberen Abschnitt des Tales, das von dem Bach San Pietro durchflossen wird. Die Gemeinde gehört zu der Comunità Montana dell’Olivo und ist circa 14 Kilometer von der Provinzhauptstadt Imperia entfernt.
Nach der italienischen Klassifizierung bezüglich seismischer Aktivität wurde die Gemeinde der Zone 3 zugeordnet. Das bedeutet, dass sich Diano Arentino in einer seismisch wenig aktiven Zone befindet.

## Klima
Die Gemeinde wird unter Klimakategorie D klassifiziert, da die Gradtagzahl einen Wert von 1979 besitzt. Das heißt, die in Italien gesetzlich geregelte Heizperiode liegt zwischen dem 1. November und dem 15. April für jeweils zwölf Stunden pro Tag.